# 什克涅瓦
51°7′10″N 29°29′51″E / 51.11944°N 29.49750°E
什克內瓦（烏克蘭語：Шкнева）是位於烏克蘭北部的村莊，由基辅州维什霍罗德区的克拉斯亞蒂奇市鎮負責管轄。該村始建於1880年，面積6平方公里，海拔高度156米，2001年人口139，人口密度每平方公里23.2人。